# Sung Nak-woon
Sung Nak-woon (kor. 성낙운, ur. 2 lutego 1926  – zm. 28 maja 1997 w Seulu) – południowokoreański piłkarz występujący podczas kariery na pozycji napastnika.

## Kariera klubowa
Sung podczas kariery piłkarskiej występował w Seoul Army Club.

## Kariera reprezentacyjna
W reprezentacji Korei Południowej Sung występował w latach 50..
W 1954 roku został powołany do kadry na mistrzostwa świata. Na mundialu w Szwajcarii wystąpił w przegranym 0-9 meczu z Węgrami.